# Langsnavelhoningasitie
De langsnavelhoningasitie (Neodrepanis coruscans) is een vogel uit de familie Philepittidae (asities). De vogel werd in 1875 door Richard Bowdler Sharpe beschreven. 

## Kenmerken
De vogel heeft een lange, omlaaggebogen snavel. De lichaamslengte bedraagt 10 cm.

## Leefwijze
Zijn voedsel bestaat uit insecten, maar ook nectar behoort tot zijn menu. Hij is te vinden in de strooisellaag van het bos, maar ook in de boomkruinen.

## Verspreiding
Deze soort komt voor in dichte, altijdgroene bossen in het vochtige, oostelijke deel van Madagaskar.

## Status
De grootte van de populatie is niet gekwantificeerd maar de soort wordt omschreven als vrij algemeen. Op de Rode lijst van de IUCN heeft deze soort de status niet bedreigd.